# Holocauste nucléaire

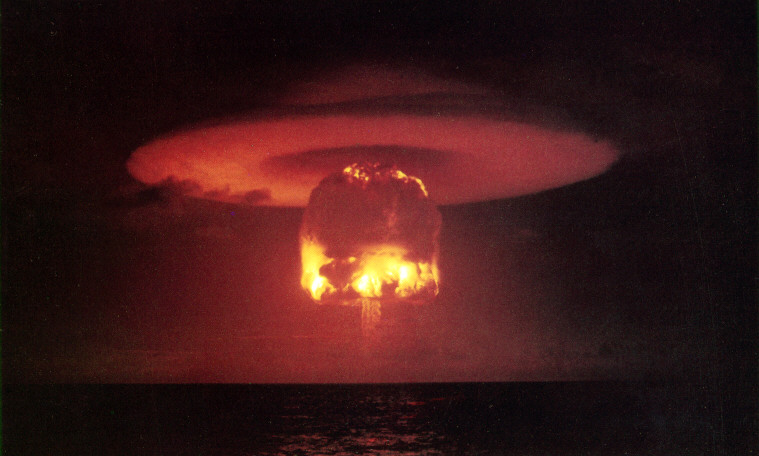
Champignon nucléaire.

La notion d’holocauste nucléaire évoque la possibilité de l'éradication totale ou partielle de la civilisation humaine par une guerre nucléaire. Dans un tel scénario, la totalité ou une partie de la Terre serait détruite et rendue inhabitable par la forte radioactivité ou l'hiver nucléaire suivant la guerre.
C'est un thème de science-fiction post-apocalyptique, et l'une des premières fictions ayant abordé ce thème fut Last and First Men d'Olaf Stapledon (1930). D'autres ouvrages, comme Un cantique pour Leibowitz de Walter M. Miller, On the Beach de Nevil Shute ou Niourk de Stefan Wul, des jeux vidéo comme Fallout ou Metro 2033 et des films comme Le Dernier Rivage, USS Charleston, dernière chance pour l'humanité, Mad Max ou Terminator sont également basés sur ce thème. Des séries telles que Les 100, se sont également basées sur ce concept.